# Gemeinde Podlehnik

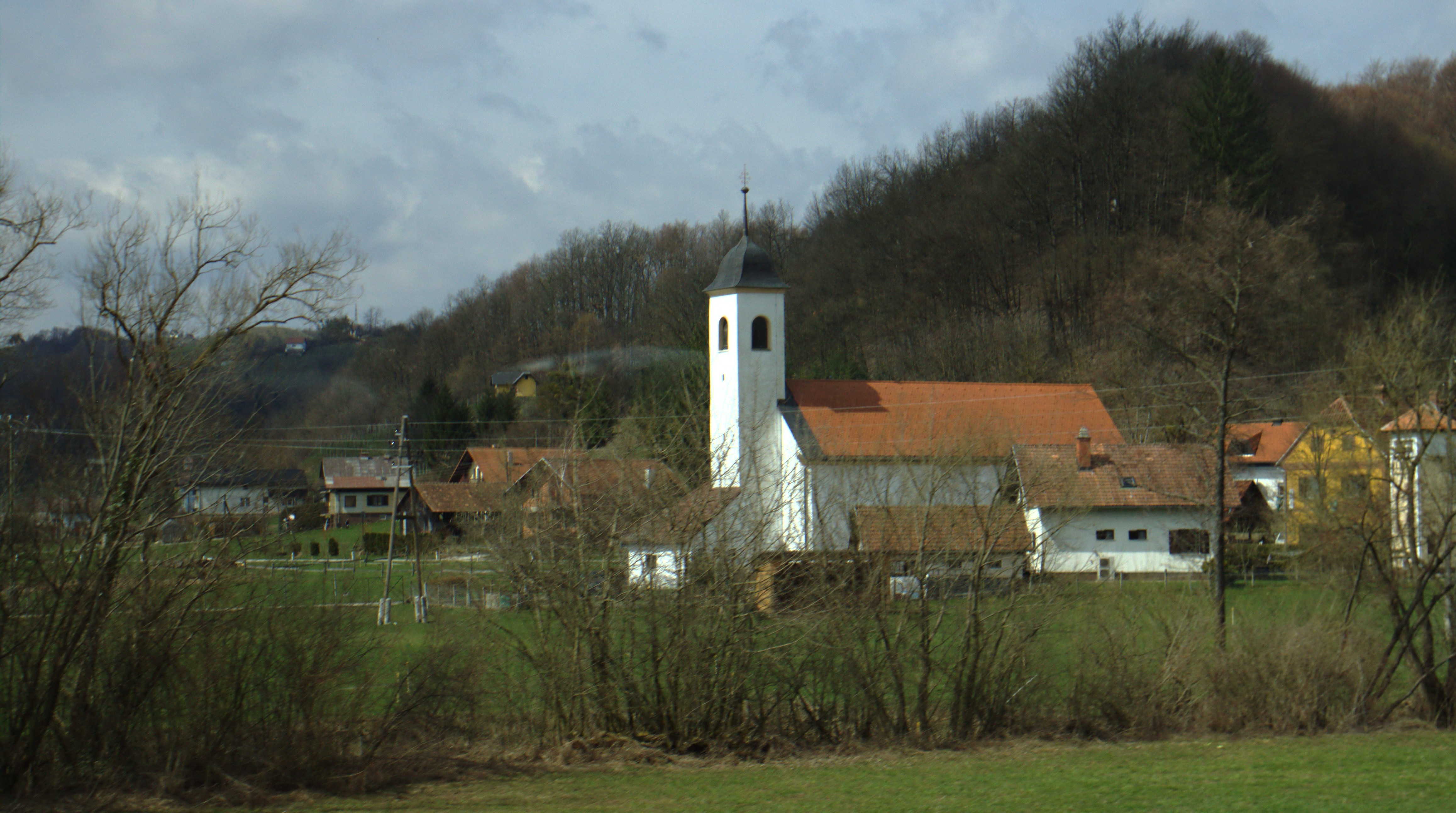
Blick auf das Dorf Zakl und seine Kirche Devica Marija.

Podlehnik (deutsch: Lichtenegg) ist der Name einer Gemeinde und der namensgebenden Ortschaft in Slowenien. Sie liegt in der historischen Landschaft Spodnja Štajerska (Untersteiermark) und in der statistischen Region Podravska.

## Geographie

### Lage
Die Gemeinde Podlehnik liegt im Weinanbaugebiet Haloze (Kollos) auf 229 m. ü. A. an der Grenze zu Kroatien. Das Gebiet orientiert sich größtenteils am Unterlauf des Baches Rogatnica (Rogatnitza), der an der nördlichen Gemeindegrenze in den Fluss Dravinja (Drann) mündet. Die Nationalstraße 9, die die Städte Ptuj und Zagreb über den Grenzübergang Gruškovje-Macelj verbindet und an der es vor allem in den Sommermonaten regelmäßig zur Staubildung kommt, zieht durch die Kommune. Parallel zu dieser befindet sich zurzeit (2017) die Autobahn A4 im Bau.

### Gemeindegliederung
Die Gemeinde umfasst 13 Ortschaften. Die deutschen Exonyme in den Klammern wurden bis zum Abtreten des Gebietes an das Königreich der Serben, Kroaten und Slowenen im Jahr 1918 vorwiegend von der deutschsprachigen Bevölkerung verwendet und sind heutzutage größtenteils unüblich. (Einwohnerzahlen Stand 1. Januar 2017):
- Dežno pri Podlehniku (Deschna), 90
- Gorca (Gorzaberg), 135
- Jablovec (Jablovetz), 123
- Kozminci (Kosmünzen), 129
- Ložina (Loschina), 40
- Podlehnik (Lichtenegg), 384
- Rodni Vrh (Rodinsberg), 46
- Sedlašek (Sedlaschek), 225
- Spodnje Gruškovje (Gruschkaberg), 44
- Stanošina (Stanoschina), 171
- Strajna, 84
- Zakl (Sakel), 204
- Zgornje Gruškovje (Gruschkaberg), 205

### Nachbargemeinden
| Videm  | Videm                                       | Videm       |
| Videm  | Kompassrose, die auf Nachbargemeinden zeigt | Videm       |
| Žetale | Đurmanec (HR)                               | Bednja (HR) |

## Geschichte
Die ältesten Funde stammen aus der Bronzezeit. Man fand im Raum Podlehnik geschliffene Steine als Axt und Hammer.
Im Mittelalter war in der Gegend ein wichtiger Handelsweg von der Drauebene nach Kroatien. 1248 wurde der Ort erstmals erwähnt.